# Вања Драгојевић
Вања Драгојевић (Београд, 11. јануар 2006) српски је фудбалер који тренутно наступа за Партизан.

## Каријера
Почео је да тренира у школи фудбала „Алтина” у Земуну, где је своје прве фудбалске кораке начинио и Душан Влаховић. Драгојевић је касније прошао све млађе узрасте Партизана, а за клуб је наступао и у УЕФА Лиги младих. Свој први професионални уговор потписао је у септембру 2023. када је јавности представљен с вршњацима међу којима су били и голман Вања Радулашки те Огњен Угрешић и Зоран Алиловић, такође везни фудбалери. Неколико пута је тренирао с првим тимом, у недостатку играча, али није ишао на припреме. Током лета 2024, после наступа за омладинску селекцију, Драгојевић је одмах прослеђен Телеоптику за који је одиграо своје прве сениорске утакмице у Српској лиги Београд. У том такмичењу забележио је 12 утакмица и постигао 2 поготка, пре него што је спортски сектор донео одлуку о прекиду позајмице.
Драгојевић је тако за први тим дебитовао на сусрету осмине финала Купа Србије с Радником у Сурдулици. Тада је у игру ушао у 83. минуту, заменивши на терену Михајла Илића. Десет дана касније наступио је, у пару с Александром Филиповићем на штоперским позицијама, против екипе московског ЦСКА на пријатељској утакмици. У наредном периоду усталио се и у Суперлиги Србије па је у завршници сезоне 2024/25. стандардно наступао као један од бонус фудбалера. Одиграо је читав сусрет против Црвене звезде на Стадиону Рајко Митић у оквиру 176. вечитог дербија. Своју прву сезону у професионалној конкуренцији окончао је асистенцијом за Милана Вукотићем у победи над Војводином у последњем колу. Након тога, озваничио је продужетак уговора с Партизаном до 2030. године. У уговор је додата излазна клаузула од 15 милиона евра. Последично одласку Александра Јовановића, за новог капитена Партизана изабран је Бибрас Натхо, а Драгојевић за првог заменика. Траку је понео на контролној утакмици, против нишког Радничког, првог дана лета 2025.

## Репрезентација
Селектор младе репрезентације Србије, Александар Коларов, позвао је Драгојевића у састав за провере против Бугарске и Грчке крајем маја и почетком јуна 2025. На првој од две утакмице, на Стадиону Дубочице у Лесковцу, дебитовао је ушавши у игру у 59. минуту уместо Стефана Џодића.

## Начин игре
Драгојевић је 184 центиметра високи фудбалер, а примарно наступа на позицији задњег везног. Бојан Шаранов, некадашњи голман Партизана и Драгојевићев агент, описао га је као фудбалера с израженим карактером и физичким предиспозицијама. Одликује га такмичарски менталитет, дрскост и агресивна игра због чега је у млађим категоријама неретко санкционисан картонима. Гаји стил игре сличан Кристијану Белићу, док је као свог фудбалског узора издвојио Сашу Здјелара. На преласку у сениорски фудбал неретко је упоређиван с тим играчем. Повремено је спуштан у последњу линију, на место штопера. Према анализи коју је објавио Међународни цетар за спортске студије крајем јуна 2025, Драгојевић се позиционирао као други по броју одузетих лопти међу везним играчима у узрасту до 20 година, а ван пет најбоље пласираних лигашких такмичења.

## Статистика

### Клупска
Ажурирано 14. августа 2025.
|                       |          |                     |    |   |   |   |   |   |   |   |    |   |  |  |
| Телеоптик (позајмица) | 2024/25. | Српска лига Београд | 12 | 2 | — | — | — | — | 2 | 0 | 14 | 2 |  |  |
|                       |          |                     |    |   |   |   |   |   |   |   |    |   |  |  |
| Партизан              | 2024/25. | Суперлига Србије    | 9  | 0 | 2 | 0 | — | — | — | — | 11 | 0 |  |  |
| Партизан              | 2025/26. | Суперлига Србије    | 3  | 0 | 0 | 0 | 5 | 0 | — | — | 8  | 0 |  |  |
| Партизан              | Укупно   | Укупно              | 12 | 0 | 2 | 0 | 5 | 0 | — | — | 19 | 0 |  |  |
|                       |          |                     |    |   |   |   |   |   |   |   |    |   |  |  |
| Каријера              | Каријера | Каријера            | 24 | 2 | 2 | 0 | 5 | 0 | 2 | 0 | 33 | 2 |  |  |
|                       |          |                     |    |   |   |   |   |   |   |   |    |   |  |  |

### Утакмице у дресу репрезентације
| Репрезентација Србије у узрасту до 21 године старости | Репрезентација Србије у узрасту до 21 године старости                    | Репрезентација Србије у узрасту до 21 године старости                    | Репрезентација Србије у узрасту до 21 године старости                    | Репрезентација Србије у узрасту до 21 године старости                    | Репрезентација Србије у узрасту до 21 године старости                    | Репрезентација Србије у узрасту до 21 године старости                    | Репрезентација Србије у узрасту до 21 године старости | Репрезентација Србије у узрасту до 21 године старости | Репрезентација Србије у узрасту до 21 године старости |
| #                                                     | Датум                                                                    | Такмичење                                                                | Локација                                                                 | Домаћин                                                                  | Резултат                                                                 | Гост                                                                     | Гол                                                   | Реф.                                                  |                                                       |
| ----------------------------------------------------- | ------------------------------------------------------------------------ | ------------------------------------------------------------------------ | ------------------------------------------------------------------------ | ------------------------------------------------------------------------ | ------------------------------------------------------------------------ | ------------------------------------------------------------------------ | ----------------------------------------------------- | ----------------------------------------------------- | ----------------------------------------------------- |
| 1.                                                    | 31. мај 2025.                                                            | Пријатељска утакмица                                                     | Стадион Дубочица, Лесковац                                               | Србија                                                                   | 1 : 2                                                                    | Бугарска                                                                 |                                                       | [ 24 ]                                                |                                                       |
| 2.                                                    | 4. јун 2025.                                                             | Пријатељска утакмица                                                     | Стадион Лагатор, Лозница                                                 | Србија                                                                   | 2 : 3                                                                    | Грчка                                                                    |                                                       | [ 32 ]                                                |                                                       |
| 2                                                     | Укупан број утакмица, постигнутих погодака и минута проведених на терену | Укупан број утакмица, постигнутих погодака и минута проведених на терену | Укупан број утакмица, постигнутих погодака и минута проведених на терену | Укупан број утакмица, постигнутих погодака и минута проведених на терену | Укупан број утакмица, постигнутих погодака и минута проведених на терену | Укупан број утакмица, постигнутих погодака и минута проведених на терену | 0                                                     |                                                       |                                                       |